# 13403 Sarahmousa
A 13403 Sarahmousa (ideiglenes jelöléssel 1999 RJ167) a Naprendszer kisbolygóövében található aszteroida. A LINEAR projekt keretében fedezték fel 1999. szeptember 9-én.